# På begäran (album av Streaplers 1997, 1)
På begäran är ett samlingsalbum av dansbandet Streaplers från 1997.

## Låtlista
1. Fest på logen (Hans Larsson-Gert Lengstrand)
2. En gång (H.Rytterström)
3. Tusen minnen (Lasse Holm-Gert Lengstrand)
4. Säg okej Marie (T.Gunnarsson-E.Lord)
5. Nära mig (Tommy Andersson-Hillar Pärm)
6. Man ska ha tur (Lars I. Larsson-Gert Lengstrand)
7. Lång väg till dig (T.Söderberg-G.Lengstrand)
8. Mot okänt mål (Hans Rytterström-Keith Almgren)
9. Skattlösa bergen (Wolverton Mountain) (Merle Kilgore-Claude King-Olle Adolphson)
10. Mister du en väm (T.Gunnarsson-E.Lord)
11. Hele livet med deg (Terje Tyskland)
12. Nån där uppe måste gilla mej (Peter Himmelstrand)
13. Tell Laura I love her (Barry-Raleigh)
14. Samma vägar ska vi gå (Lasse Larsson-Gert Lengstrand)
15. Min egen ängel (Gonna find my angel) (Norell Oson Bard- G.Lengstrand)
16. Sista dansen (Gert Lengstrand)
17. Rock'n Roll Baby (Lasse Holm-Gert Lengstrand)
18. Våren 1962 (Gert Lengstrand)
19. Streaplers -91 Super Hit Mix
20. Diggerty, Doggerty (Bill Ekman)
21. Mule Skinner Blues (Rodgers)
22. Rockin Robin (Thomas)
23. Three Steps to Heaven (Cochran)
24. De tusen öars land (Island in the Sun) (Burgess-Belafonte-Edling)
25. Va' har du under blusen rut (Vitoslav)
26. Bara femton år (Wallebom-Lengstrand)
27. Alltid på väg (Hitchin' a ride) (Murray-Albert)
28. Lady banana (Kluger-Vangarde-Lengstrand)
29. Älskar, älskar inte (Hans Rytterström)